# توراكو
التوراكو (الاسم العلمي: Tauraco) هي جنس من الطيور يتبع فصيلة آكلات الموز من رتبة الواقواقيات.

## أنواع التوراكو
- توراكو غيني (الاسم العلمي:Tauraco persa)
- توراكو أسود المنقار (الاسم العلمي:Tauraco schuetti)
- توراكو شالوي (الاسم العلمي:Tauraco schalowi)
- توراكو فيشري (الاسم العلمي:Tauraco fischeri)
- توراكو ليفنغستوني (الاسم العلمي:Tauraco livingstonii)
- توراكو نايسني (الاسم العلمي:Tauraco corythaix)
- توراكو بانرماني (الاسم العلمي:Tauraco bannermani)
- توراكو أحمر العرف (الاسم العلمي:Tauraco erythrolophus)
- توراكو أصفر المنقار (الاسم العلمي:Tauraco macrorhynchus)
- توراكو أبيض الخد (الاسم العلمي:Tauraco leucotis)
- توراكو روسبولي (الاسم العلمي:Tauraco ruspolii)
- توراكو هارتلوبي (الاسم العلمي:Tauraco hartlaubi)
- توراكو أبيض العرف (الاسم العلمي:Tauraco leucolophus)
- توراكو أرجواني العرف (الاسم العلمي:Tauraco porphyreolophus)